# 国際観光旅客税
国際観光旅客税（こくさいかんこうりょかくぜい、英: international tourist tax）は、国際観光旅客税法（平成30年法律第16号）に基づき課税される日本の租税（国税）である。日本からの出国時に課されることから『出国税』とも呼ばれている。

## 概説
国際観光旅客税は、観光先進国実現に向けた、観光基盤の拡充・強化を図るための恒久的な財源確保を目的としている。
2019年（平成31年）1月7日以降、日本からの出国に対し課税されるようになった。ただし、1月6日までに予約・発券された航空券・乗船券を利用する乗客に対しては課税されない。
令和元年度の税収は、500億円を見込んでいたが、444億円だった。令和2年度においては、新型コロナウイルス感染症のまん延による国際旅客の激減により対前年度2％に落ち込んだ。

### 税収の推移
財務省の統計を参照（単位未満切捨て）。決算ベース。
- 平成30年度   06,888百万円
- 令和元年度044,357百万円
- 令和2年度    01,041百万円
- 令和3年度    01,878百万円
- 令和4年度    12,622百万円
- 令和5年度    39,945百万円

## 納税義務者
- 船舶又は航空機により出国する旅客[注釈 2]。

ただし、下記に該当するものは不課税又は非課税となる。
- 航空機又は船舶の乗員[注釈 3]
- 強制退去者等[注釈 3]
- 公用機又は公用船（政府専用機等）により出国する者[注釈 4]。
- 乗継旅客（入国後24時間以内に出国する者。いわゆるトランジット）[注釈 5]
- 外国間を航行中に、天候その他の理由により日本に緊急着陸（ダイバート）等した者[注釈 6]
- 日本から出国したが、天候その他の理由により日本に帰ってきた者[注釈 7]
- 2歳未満の者[注釈 8]

免税対象
- 日本に派遣された外交官等の一定の出国[注釈 9]

## 税額
- 客席クラスに関係なく、日本からの出国1回につき 1,000円[注釈 10][1]。

## 徴収
- 船舶又は航空会社による特別徴収

航空会社、船舶会社が旅客から徴収し、会社が代行して税務署（国内事業者の場合）や税関（国外事業者の場合）に納付する。
この場合、航空券・乗船券代金と空港使用料（一部空港）と同時に請求される。
- 旅客による直接納付

プライベート・ジェット、個人所有船舶による出国の場合、自ら税関に納付する。

## 日本国外の反応
日本国外のメディア等からは「'Sayonara' Tax（サヨナラ税）」「 'Sayonara' Departure Tax（サヨナラ出国税）」と呼ばれる。
米国旅行雑誌『コンデナスト・トラベラー』は、本税の使途などを紹介しつつ、他国での課税と比較しても良心的であると評価している。